# Gerrit Dou

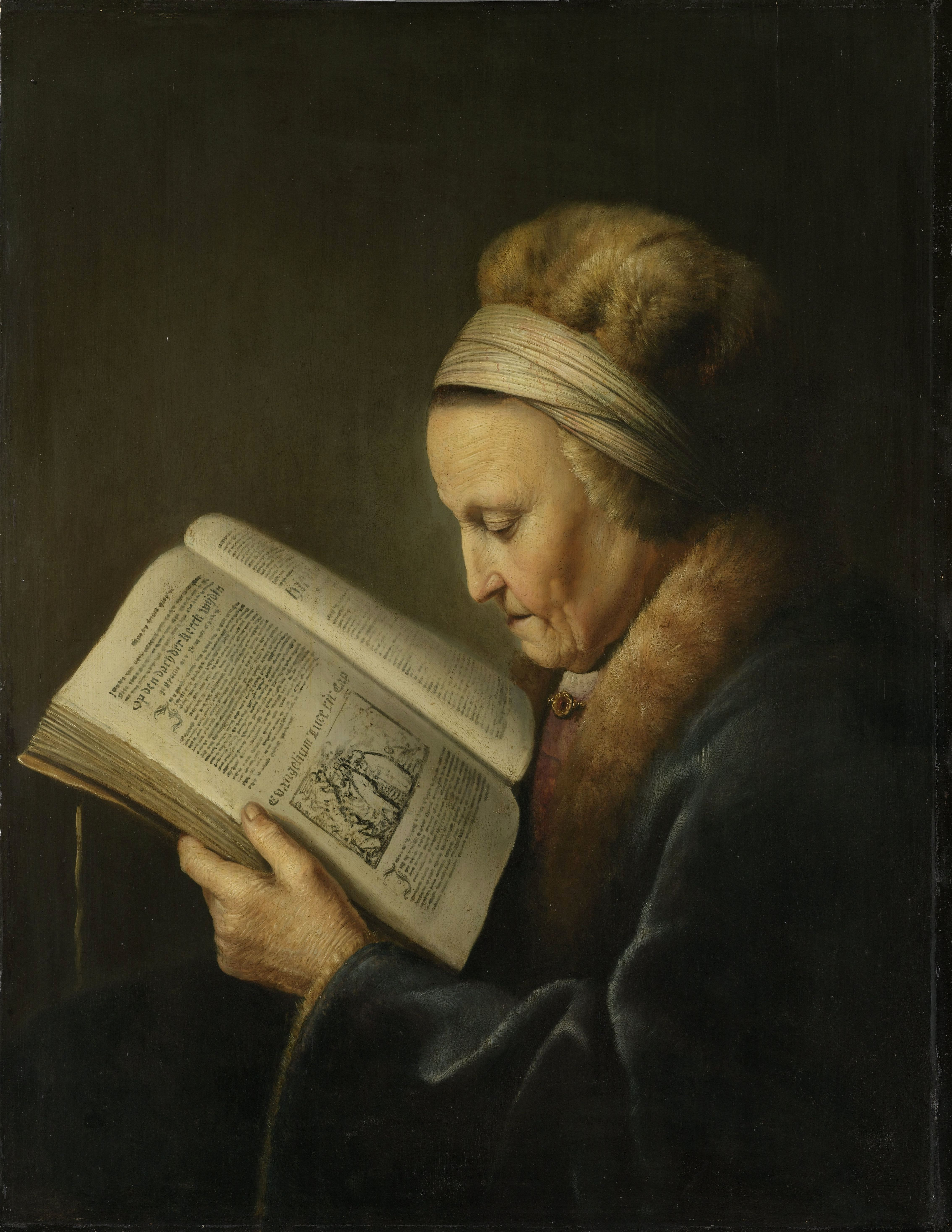
Donna anziana che legge la Bibbia (o La madre di Rembrandt) ca. 1630, Olio su tavola, 71 x 55,5 cm, Rijkmuseum, Amsterdam

Gerrit (o Gerard) Dou (Leida, 7 aprile 1613 – Leida, 9 febbraio 1675) è stato un pittore olandese.

## Biografia e opere
I suoi raffinati dipinti di piccole dimensioni sono caratterizzati da un'esecuzione estremamente precisa e minuziosa. 
Della vita di Gerrit Dou sappiamo che egli fece carriera politica. 
Il suo quadro più conosciuto, La giovane madre, esposto al Mauritshuis a L'Aia, ebbe un discreto successo nei Paesi Bassi ed in Inghilterra, dove un nobile di sangue reale propose di acquistarlo.
A lungo la sua opera fu più apprezzata e valutata di quella dello stesso Jan Vermeer (1632 - 1675).
Dou, nato e morto a Leida, imparò inizialmente dal padre, artista vetraio, per poi essere allievo per due anni dall'artista vetraio Pieter Couwenhorn. Successivamente lavorò per tre anni come apprendista nello studio di Rembrandt.
Nel 1632 si stabilì a Leida come pittore indipendente diventando rapidamente molto famoso. Le sue prime opere mostrano sicuramente una grande influenza di Rembrandt, al punto che in certi casi è difficile notare la differenza. Realizzò anche ritratti di Rembrandt e dei suoi genitori. Il Rijksmuseum di Amsterdam è in possesso della sua opera La madre di Rembrandt (ca. 1630).
Dal 1640 circa si dedicò alla realizzazione di dipinti rappresentanti scene di vita quotidiana, in generale di piccole dimensioni, estremamente dettagliati. Per la sua perfezione nei particolari viene considerato come il più alto esponente della scuola dei "fijnschilders".
La sua tecnica minuziosa lo portò a fabbricare da sé i propri pennelli. La sua estrema attenzione ai particolari ebbe però conseguenze negative sulla sua popolarità di ritrattista: i suoi clienti non avevano semplicemente il tempo di posare per così tanto tempo.
Le scene dei suoi quadri venivano spesso dipinte viste attraverso una finestra ad arco che esaltava l'intimità della scena. Questa tecnica ebbe numerosi proseliti. Inoltre perfezionò l'effetto chiaroscuro realizzando scene notturne alla luce di candele, per le quali usava realizzare un numero eccezionale di studi preliminari.
Dou dipinse più di 200 opere, per la maggior parte di piccole dimensioni, che sono sparse in vari musei del mondo.  Le sue opere possono essere ammirate tra gli altri al Rijksmuseum di Amsterdam, al Museo Boijmans Van Beuningen di Rotterdam, al Louvre di Parigi e alla National Gallery di Londra.
Tra i suoi allievi vi fu suo nipote Dominicus van Tol.
Nel libro di M.M. Dodge  Pattini D'argento, verso la fine nel 10 cap. intitolato La gita ad Amsterdam, si parla di un pittore olandese di nome Gerard Douw, nato a Leida nel 1613.